# Stéphane Moris
Stéphane Moris (29 maart 1986) is een Belgisch basketballer.

## Carrière
Moris maakte zijn profdebuut voor Okapi Aalst in het seizoen 2006/07. Het volgende seizoen kreeg hij geen minuten en maakte daarna de overstap naar de Duitse derdeklasser GiroLive-Ballers Osnabrück. Na een seizoen keerde hij terug naar België en tekende bij Optima Gent. Na een seizoen trok hij naar het Zwitserse BBC Monthey onder coach Thibaut Petit. In 2011 tekende hij bij VOO Verviers-Pepinster, waar hij twee seizoenen speelde. In 2013 ging hij spelen bij de Leuven Bears waar hij ook twee seizoenen speelde.
Hij keerde in 2015 voor een seizoen terug naar VOO Verviers-Pepinster. Omwille van persoonlijke omstandigheden ging hij spelen voor tweedeklasser Royal IV Brussels, vanaf februari tekende hij bij Liège Basket voor de rest van het seizoen opnieuw in de eerste klasse. Voor het seizoen 2017/18 tekende hij bij Kangoeroes Willebroek voor een seizoen. In 2018 tekende hij bij Belfius Mons-Hainaut waar hij twee seizoenen speelde. En van 2020 tot 2021 verdedigde hij de kleuren van Phoenix Brussels. In 2021 verliet hij het profbasketbal en ging spelen voor de derdeklasser RPC Anderlecht.
In oktober 2024 ging hij spelen voor de tweedeklasser Basics Melsele.

### 3x3-basketbal
Moris was tussen 2017 en 2022 ook actief in het 3x3-basketbal waar hij onder meer voor de nationale ploeg speelde die zich probeerde te kwalificeren voor de Olympische Spelen van 2021. En deelnam aan het Europees kampioenschap in 2018.